# 查詢語言
查询语言或数据查询语言（Data Query Language, DQL）是用于从数据库或信息系统中查询数据的计算机语言。例如SQL语言是查询语言里比较知名的一种。

## 查詢語言範例
- Contextual Query Language
- DMX（Data Mining Extensions），在Microsoft Analysis Services用於数据挖掘
- LDAP
- LINQ
- MQL
- OQL（Object Query Language）
- SPARQL
- SMARTS
- SQL
  - DDL（資料定義語言）
  - DML（資料操作语言）
  - DCL（資料控制语言）
- XPath為XML路徑語言
- YQL

## 数据查询语言
數據查詢語言泛指向資料庫或信息系统查詢的各種编程语言。数据查询语言必须要能表达所有关系代数所能表达的查询，这样才被称为关系完整的（英語：Relational complete）。
DQL的主要功能是查询数据，本身核心指令为SELECT，为了进行精细的查询，加入了各类辅助指令。SELECT是查询的指令，例如：
```
SELECT
 
p
.
Name
,
 
sod
.
SalesOrderID

FROM
 
Production
.
Product
 
p

INNER
 
JOIN
 
Sales
.
SalesOrderDetail
 
sod
 
ON
 
p
.
ProductID
 
=
 
sod
.
ProductID

ORDER
 
BY
 
p
.
Name

```

## 引用
1. ↑  Carlo Zaniolo. . Morgan Kaufmann Publishers. 1997: 183. ISBN 1-55860-443-X.